# USS Charles J. French (DDG-142)
«Чарльз Дж. Френч» (англ. USS Charles J. French (DDG-142) - ескадрений міноносець КРО типу «Арлі Берк» ВМС США, серії III. 

## Історія створення
Ескадрений міноносець «Чарльз Дж. Френч» був замовлений 15 серпня 2023 року. Це 92-й корабель даного типу.
Свою назву отримав на честь моряка Чарльза Джексона Френча (англ. Charles Jackson French), учасника Другої світової війни, нагородженого медаллю ВМС та Корпусу морської піхоти. Про присвоєння назви 10 січня 2024 року оголосив Міністр військово-морських сил США Карлос Дель Торо.